# Acide céroplastique
L'acide céroplastique ou acide pentatriacontanoïque (nom systématique) est un acide gras saturé à très longue chaîne (C35:0) de formule chimique CH3–(CH2)33–COOH.